# Андреас Юнгдаль
Андреас Крістоффер Юнгдаль (дан. Andreas Kristoffer Jungdal, нар. 22 лютого 2002, Сінгапур) — данський футболіст, воротар італійського клубу «Кремонезе».

## Ігрова кар'єра

### Клубна
Андреас Юнгдаль народився у Сінгапурі, де на той час працював його батько. Після повернення родини до Данії, Андреас зайнявся футболом у спортивній школі клубу «Вайле». У 2019 році воротаря запросили до академії італійського «Мілана». У жовтні 2020 року Юнгдаль вперше вийшов у складі «Мілана» на матч Серії А, але залишився на лаві запасних.
Перед сезоном 2021/22 Юнгдаля внесли в заявку основного складу «Мілана» на чемпіонат країни. У жовтні того року підписав з клубом контракт до 2024 року.
Другу половину сезону 2022/23 воротар провів в оренді у клубі австрійської Бундесліги «Альтах». Наприкінці сезону Юнгдаль повернувся до «Мілана», але не маючи перспектив в першій команді тог ж літа остаточно залишив клуб, перейшовши до «Кремонезе», який вилетів до Серії В. 31 жовтня 2023 року Андреас дебютував у складі нової команди.

### Збірна
З 2022 року Андреас Юнгдаль захищає ворота молодіжної збірної Данії.

## Титули
Мілан
 Чемпіон Італії: 2021/22